# Сан-Хуан (річка, Уругвай)

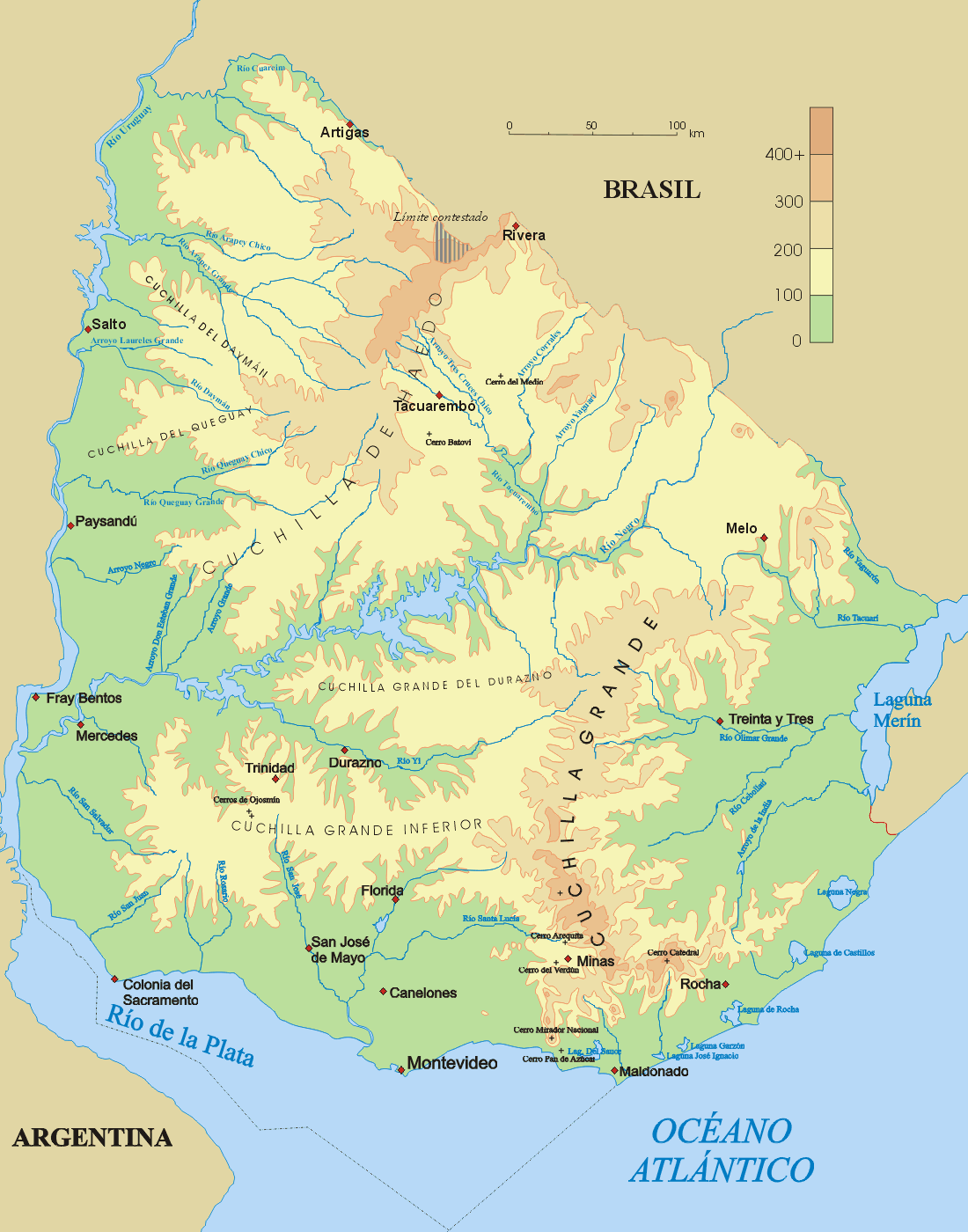
Ріка Сан-Хуан на карті Уругваю

Сан-Хуан (ісп. Río San Juan) — річка в уругвайському департаменті Колонія. Починається в районі гряди річки Сан-Сальвадор і впадає в Ріо-де-ла-Плата. Її довжина становить 77 км.
На березі її гирла знаходиться парк Анхорена, де домінує кам'яна вежа висотою 75 метрів. Парк, який включає в себе колишню резиденцію Аарона Анхорена, облаштовану сьогодні як президентська резиденція. Парк є екологічним заповідником, де можна побачити багато видів тварин і рослин, як місцевих, так і екзотичних.
Уругвайська влада обмежує доступ і вільне пересування по цій річці.